# بيل هيمبل
بيل هيمبل (بالإنجليزية: Bill Hempel)‏ هو لاعب كرة قدم أمريكية أمريكي، ولد في 10 فبراير 1920 في لنكن في الولايات المتحدة، وتوفي في 19 يناير 2001 في فريسنو في الولايات المتحدة.

## وصلات خارجية
- بيل هيمبل على موقع مرجع كرة القدم المحترفة.كوم (الإنجليزية)